# Vacuna contra la rabia
La vacuna contra la rabia es una vacuna que se usa para prevenir la rabia. Se utiliza en grupos de alto riesgo antes de la exposición al virus de la rabia y puede utilizarse si una persona no vacunada entra en contacto con el virus. Las dosis generalmente se administran mediante inyección intramuscular. La inmunidad que se desarrolla es de larga duración después de un tratamiento completo. La propagación de la rabia a los humanos también se puede prevenir vacunando a los perros.
Se recomienda para personas con alto riesgo de entrar en contacto con la rabia, se administra en un ciclo de 3 dosis a los 0, 7 y 21 o 28 días. Un análisis de sangre cada 6 a 24 meses puede verificar la inmunidad. Después de la exposición al virus, como la mordedura de un perro, la vacuna se puede administrar en un ciclo de 4 dosis a los 0, 3, 7 y 14 días, junto con la inmunoglobulina antirrábica. Las personas con un sistema inmunitario debilitado pueden necesitar una dosis adicional a los 28 días.
Hay una serie de vacunas disponibles que son seguras y eficaces. Las vacunas contra la rabia se pueden usar de manera segura en todas las  edades. Alrededor del 35 al 45 por ciento de las personas desarrollan brevemente un enrojecimiento y dolor en el lugar de la inyección. Alrededor del 5 al 15 por ciento de las personas pueden tener fiebre, dolores de cabeza o náuseas. Después de la exposición no hay contraindicación para su uso. La mayoría de las vacunas no contienen tiomersal. Si se administra durante el embarazo, se desconoce si podría ser dañina para el bebé.
La primera vacuna contra la rabia se introdujo en 1885 y fue seguida por una versión mejorada en 1908. Millones de personas en todo el mundo han sido vacunados y se estima que esto salva a más de 250.000 personas al año. Está en la Lista de Medicamentos Esenciales de la Organización Mundial de la Salud. El costo mayorista en los países en vías de desarrollo oscila entre US$44 y US$78 por curso de tratamiento desde el año 2014. En Estados Unidos un curso de vacuna antirrábica cuesta más de US$750. En el Reino Unido cuesta alrededor de £ 120 por un curso de tratamiento a partir de 2021.